# ジャック・ピノトー

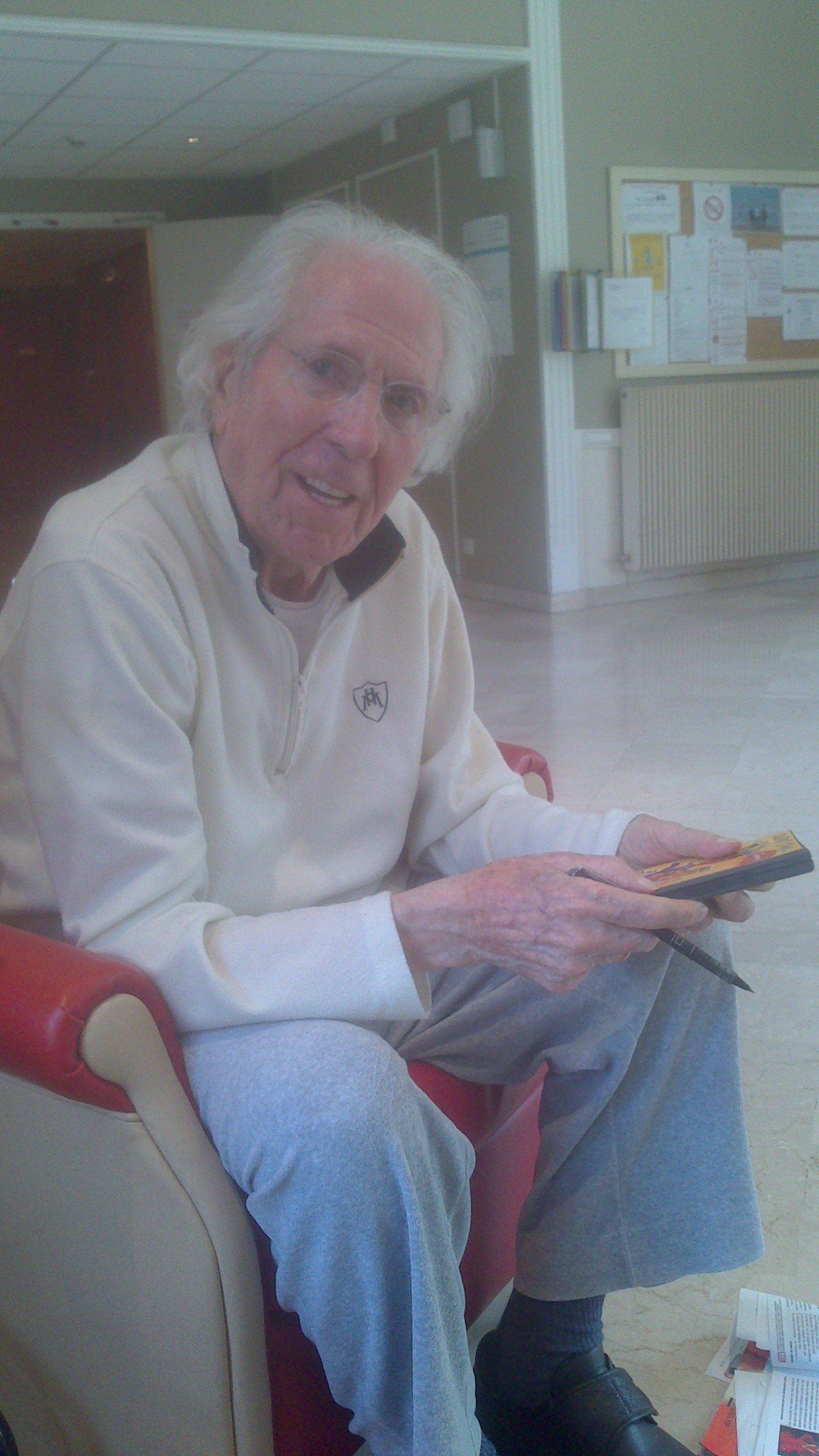
ジャック・ピノトー

ジャック・ピノトー（Jack Pinoteau、Jacques -とも、1923年 - 2017年4月6日）は、フランスの映画監督。クロード・ピノトー（Claude Pinoteau）の実兄。映画『Le Triporteur』（ルネ・ファレ René Fallet原作、ダリー・コール主演）の監督として知られる。

## 主な監督作
- Ils étaient cinq 1952年　出演ルイ・ド・フュネス、ジャン・カルネ、ロベール・ダルバン
- Le Grand pavois 1954年 出演ジャン・シュヴリエ、マルク・カソ、ジャン＝ピエール・モッキー
- L'Ami de la famille 1957年 出演ベアトリス・アルタリバ、ジャン＝クロード・ブリアリ、レイモン・ビュシエール
- Le Triporteur 1957年 出演ダリー・コール、ベアトリス・アルタリバ、ピエール・モンディ
- Chéri, fais-moi peur 1958年 出演ダリー・コール、ソフィ・ドーミエ、ロジェ・カレル
- Robinson et le triporteur 1960年 出演ダリー・コール、ベアトリス・アルタリバ
- Les Durs à cuire ou Comment supprimer son prochain sans perdre l'appétit 1964年 出演ジャン・ポワレ、ミシェル・セロー、ミレーユ・ダルク
- Moi et les hommes de 40 ans 1965年 出演ダニー・サヴァル、ポール・ムーリス、ミシェル・セロー